# Тумашелга
Тумашелга, пишется также Тумаш-Елга (баш. Томашйылға) — упразднённый в 2005 году посёлок Калининского сельсовета Бижбулякского района Республики Башкортостан.

## География
Находился в лесной местности
на правом берегу реки Тумаш.

### Географическое положение
Расстояние до (на 1 января 1969):
- районного центра (Бижбуляк): 27 км,
- центра сельсовета (Ермолкино): 9 км,
- ближайшей ж/д станции (Аксеново): 12 км.

## История
Название от гидронима Томаш йылға (Томаш — антропоним, йылға 'речка").
К 21 веку фактически прекратил свое существование в связи переселением жителей в районный центр и ближайшие сёла.
Закон «О внесении изменений в административно-территориальное устройство Республики Башкортостан в связи с образованием, объединением, упразднением и изменением статуса населённых пунктов, переносом административных центров» от 20 июля 2005 года № 211-з., ст.1 гласил:

4. Упразднить следующие населённые пункты:
….

11) в Бижбулякском районе:
а) поселок Сандалак Михайловского сельсовета;
б) деревню Веселая Роща Кенгер-Менеузовского сельсовета;
в) поселок Озеровка Сухореченского сельсовета;
г) поселок Сергеевка Каменского сельсовета;

д) поселок Тумашелга Калининского сельсовета
В 2015 году на том же месте образована деревня Тумаш.

## Население
На 1 января 1969 года проживали 109 человек; преимущественно татары.